# Митинское (Вологодская область)
Митинское — деревня в Кирилловском районе Вологодской области.
Входит в состав Ферапонтовского сельского поселения, с точки зрения административно-территориального деления — в Ферапонтовский сельсовет.
Расстояние по автодороге до районного центра Кириллова — 29,5 км, до центра муниципального образования Ферапонтово — 8,5 км. Ближайшие населённые пункты — Мурганы, Ереминское, Емишево, Воробино.
По переписи 2002 года население — 2 человека.